# Mistrzostwa Polski w piłce nożnej plażowej mężczyzn 2014
Mistrzostwa Polski w piłce nożnej plażowej mężczyzn 2014 – 12. sezon mistrzostw Polski w piłce nożnej plażowej (3. sezon w dwufazowym formacie - faza zasadnicza oraz faza play-off) organizowany przez PZPN. Tytuł zdobył KP Łódź.
Pierwszą bramkę rozgrywek zdobył w 1. minucie meczu Becpak Firtech Zdrowie Garwolin – Futsal & Beach Soccer Kolbudy zawodnik gości Sebastian Letniowski (mecz zakończył się wynikiem 7:7, po rzutach karnych 1:3).

## System rozgrywek
Rozgrywki Mistrzostw Polski obejmują dwie fazy:
- Faza zasadnicza (Ekstraklasa) – rozegrano 6 kolejek spotkań
- Faza play-off (Turniej finałowy Mistrzostw Polski) – o tytuł Mistrza Polski grają zespoły, które po zakończeniu fazy zasadniczej rozgrywek zajęły w tabeli miejsca 1-6. Następuje podział na dwie grupy po trzy zespoły po czym czołowa dwójka z każdej z grup awansowała do półfinałów.

Podczas turnieju finałowego występuje także dodatkowa faza eliminacyjna play-off (Turniej barażowy) - dwie ostatnie drużyny grają baraż o utrzymanie w Ekstraklasie. Ich przeciwnikami są najlepsze drużyny I ligi (po dwie najlepsze drużyny z obydwóch grup).

## Gospodarze boisk
| Miasto | Turniej                | Zdjęcie |
| ------ | ---------------------- | ------- |
| Puławy | I turniej Ekstraklasy  | -       |
| Gdynia | II turniej Ekstraklasy | -       |
| Ustka  | Turniej finałowy       | -       |

## Drużyny
| Uczestnicy Ekstraklasy 2013                                                                                   | Uczestnicy Ekstraklasy 2013   | Uczestnicy Ekstraklasy 2013 | Uczestnicy Ekstraklasy 2013 |
| --- | ----------------------------- | --------------------------- | --------------------------- |
| GRE | Grembach Łódź                 | 1                           |                             |
| HEM | Hemako Sztutowo               | 2                           |                             |
| ZDR | Vita Sport Zdrowie Garwolin   | 3                           |                             |
| BOC | Boca Gdańsk                   | 4                           |                             |
| SŁU | Team Słupsk                   | 5                           |                             |
| FBS | Futsal & Beach Soccer Kolbudy | 6                           |                             |
| RAP | KP Rapid Lublin               | 7                           |                             |
| Awans z I ligi 2013                                                                                           |                               |                             |                             |
| KPŁ | KP Łódź                       | 2                           |                             |
| Oznaczenia: - kolumna pierwsza – skróty nazw drużyn, - kolumna trzecia – miejsce zajęte w poprzednim sezonie. |                               |                             |                             |

## Wyniki

### Runda zasadnicza
| Miejsce | Drużyna                         | Mecze | Punkty | Zwyc. | Zw.pd. | Zw.pk. | Por. | Bramki |
| ------- | ------------------------------- | ----- | ------ | ----- | ------ | ------ | ---- | ------ |
| 1.      | Grembach Łódź                   | 6     | 18     | 6     | 0      | 0      | 0    | 38-19  |
| 2.      | Boca Copacabana Gdańsk          | 6     | 15     | 5     | 0      | 0      | 1    | 34-24  |
| 3.      | KP Łódź                         | 6     | 11     | 3     | 1      | 0      | 2    | 29-24  |
| 4.      | Futsal & Beach Soccer Kolbudy   | 6     | 7      | 1     | 1      | 2      | 2    | 25-25  |
| 5.      | Hemako Sztutowo                 | 6     | 7      | 2     | 0      | 1      | 3    | 28-34  |
| 6.      | WIMA Vacu Activ Słupsk          | 6     | 3      | 1     | 0      | 0      | 5    | 23-31  |
| 7.      | Sport Pub Rapid Lublin          | 6     | 3      | 1     | 0      | 0      | 5    | 23-31  |
| 8.      | Becpak Firtech Zdrowie Garwolin | 6     | 0      | 0     | 0      | 0      | 6    | 25-34  |

## Finał Mistrzostw Polski 2014

### Drużyny
| Zespół                        | Grupa |
| ----------------------------- | ----- |
| Boca Copacabana Gdańsk        | B     |
| Futsal & Beach Soccer Kolbudy | A     |
| Grembach Łódź                 | A     |
| Hemako Sztutowo               | B     |
| KP Łódź                       | B     |
| WIMA Vacu Activ Słupsk        | A     |

### Wyniki

#### Faza grupowa

##### Grupa A
| Miejsce | Drużyna                       | Mecze | Punkty | Zwyc. | Zw.pd. | Zw.pk. | Por. | Bramki |
| ------- | ----------------------------- | ----- | ------ | ----- | ------ | ------ | ---- | ------ |
| 1.      | Grembach Łódź                 | 2     | 6      | 2     | 0      | 0      | 0    | 14-2   |
| 2.      | Futsal & Beach Soccer Kolbudy | 2     | 3      | 1     | 0      | 0      | 1    | 7-10   |
| 3.      | WIMA Vacu Activ Słupsk        | 2     | 0      | 0     | 0      | 0      | 2    | 5-14   |

##### Grupa B
| Miejsce | Drużyna                | Mecze | Punkty | Zwyc. | Zw.pd. | Zw.pk. | Por. | Bramki |
| ------- | ---------------------- | ----- | ------ | ----- | ------ | ------ | ---- | ------ |
| 1.      | Hemako Sztutowo        | 2     | 6      | 1     | 0      | 1      | 0    | 6-4    |
| 2.      | KP Łódź                | 2     | 3      | 1     | 0      | 0      | 1    | 6-4    |
| 3.      | Boca Copacabana Gdańsk | 2     | 0      | 0     | 0      | 0      | 2    | 2-6    |

#### Faza pucharowa
| I półfinał 3 sierpnia 2014 10:00 | Grembach Łódź | 3:4(2:2, 0:2, 1:0)Raport | KP Łódź | Ustka |
|                                  |               |                          |         |       |

| II półfinał 3 sierpnia 2014 11:00 | Hemako Sztutowo | 3:0(1:0, 1:0, 1:0)Raport | Futsal & Beach Soccer Kolbudy | Ustka |
|                                   |                 |                          |                               |       |

| Mecz o V miejsce 3 sierpnia 2014 12:00 | WIMA Vacu Activ Słupsk | 2:5(1:1, 0:3, 1:1)Raport | Boca Copacabana Gdańsk | Ustka |
|                                        |                        |                          |                        |       |

| Mecz o III miejsce 3 sierpnia 2014 14:00 | Grembach Łódź | 10:0(2:0, 3:0, 5:0)Raport | Futsal & Beach Soccer Kolbudy | Ustka |
|                                          |               |                           |                               |       |

| Finał 3 sierpnia 2014 16:00 | KP Łódź | 2:0(0:0, 1:0, 1:0)Raport | Hemako Sztutowo | Ustka |
|                             |         |                          |                 |       |

#### Klasyfikacja końcowa
| Lp. | Zespół                        |
| --- | ----------------------------- |
| 1.  | KP Łódź                       |
| 2.  | Hemako Sztutowo               |
| 3.  | Grembach Łódź                 |
| 4.  | Futsal & Beach Soccer Kolbudy |
| 5.  | Boca Copacabana Gdańsk        |
| 6.  | Vacu Active Słupsk            |

#### Nagrody indywidualne
Źródło:
- Najlepszy zawodnik: Daniel Krawczyk (KP Łódź)
- Najlepszy bramkarz: Jakub Skrzypiec (KP Łódź)
- Najlepszy strzelec: Bogusław Saganowski (Grembach Łódź)

## Awans i spadek
W Ekstraklasie po turnieju barażowym utrzymała się drużyna Becpak Firtech Zdrowie Garwolin. W miejsce Sport Pub Rapidu Lublin awansowało Tonio Team Sosnowiec.